# LEGO Dimensions
LEGO Dimensions è un videogioco crossover d'azione e avventura del 2015 sviluppato da Traveller's Tales con la collaborazione di diverse case di sviluppo: DC Comics, 20th Century Studios, New Line Cinema, Middle-earth Enterprises, Metro-Goldwyn-Mayer, BBC, Cartoon Network Studios, Sony Pictures, Paramount Pictures, Universal Studios, Valve Corporation, Hanna-Barbera, SEGA, Sonic Team e pubblicato da Warner Bros. Interactive Entertainment, per PlayStation 4, PlayStation 3, Wii U, Xbox One e Xbox 360. Si tratta di un'interazione tra videogioco e giocattoli LEGO incentrata su diverse ambientazioni e personaggi. Segue la stessa logica della serie Skylanders, di Disney Infinity e degli Amiibo di Nintendo; in cui il giocatore ha delle minifigure Lego e un portale che può essere giocato nel gioco stesso.
Il gioco è stato distribuito in Italia il 9 settembre 2016, in ritardo rispetto agli altri paesi
Il gioco iniziato nel 2015 doveva avere un piano triennale fino al 2018, due anni sono stati conclusi, ma il terzo è stato annullato per motivi finanziari con la Warner Bros.

## Trama
(Tagline del gioco)
La trama principale del gioco è divisa in 14 livelli, con 10 livelli aggiunti dai Level Pack e 6 livelli per ogni Story Pack (in tutto 18 livelli Story Pack), per un totale di 42 livelli.

### Storia principale
Sulla Base Primaria, al centro del Multiverso, appare Lord Vortech, un potente e malvagio signore del pianeta Vorton, alla ricerca di quell'esatto posto. Per aprire la base sono necessari gli Elementi Primari, dodici simboli divisi in vari mondi, tra i quali l'Unico Anello, un cristallo di Kryptonite, lo Scrigno del Tesoro di Barbacciaio, le Scarpette rosse di Dorothy Gale, la Moneta d'oro dei Midway Arcade Games, il bastone del Maestro Chen (di Ninjago), la torta della Aperture Science, il bastoncino radioattivo dei Simpson, il Palantir di Saruman, il flusso canalizzatore di Doc Emmet Brown, uno scarabeo di diamante (dal mondo di Scooby-Doo) e il rilevatore dei fantasmi degli Acchiappafantasmi. Se tutti e dodici vengono uniti sulla Base Primaria, aprono la chiave al potere assoluto del multiverso LEGO, capace di rendere Vortech uno spietato dittatore in un unico universo fuso e unito, composto da tutti gli altri. Il suo secondo X-PO, un droide fluttuante, dopo avergli trovato la base dove posizionare gli Elementi, viene spedito da Vortech in un vortice interdimensionale.
A Gotham City, nell'universo DC Comics, Batman e Robin inseguono Bane, che ha rubato molta Kryptonite da usare su Superman. Quando Robin, con un cristallo di Kryptonite e la sua moto, vengono risucchiati da un vortice, Batman e la sua Batmobile si gettano nel vortice. Intanto, nel mondo de Il Signore degli Anelli, la Compagnia dell'Anello è davanti all'uscita delle Miniere di Moria. Dopo essersi sacrificato per fermare un Balrog che inseguiva la Compagnia (scena iconica del primo film della trilogia), Gandalf il Grigio cade nel vuoto col Balrog, quando Batman esce da un vortice, salva Gandalf e lo riporta dai suoi compagni, quando un altro vortice risucchia Frodo Baggins e l'Unico Anello, Batman e Gandalf lo seguono, lasciando la Compagnia dell'Anello indietro. Nel frattempo, nel mondo di The LEGO Movie, un anno dopo gli eventi del film Emmet, Wyldstyle, Unikitty, Batman (The LEGO Movie) Barbacciaio e l'intera popolazione (sfuggiti agli alieni Duplo) ballano e fanno festa nel ricostruito Paese del Cucù. Wyldstyle vince una sfida di ballo contro Unikitty e riceve un trofeo, mentre Barbacciaio viene risucchiato con il suo scrigno del tesoro in un altro vortice e da un altro vortice ancora escono Batman (DC) e Gandalf. Dopo un litigio fra Batman (DC) e Batman (The LEGO Movie), Batman (DC), Gandalf e Wildstyle vengono risucchiati da un terzo vortice e finiscono in un posto sconosciuto, dove ricostruiscono il portale da cui sono entrati (una versione virtuale del LEGO Toy Pad dove vengono posizionati i personaggi), distrutto dopo il loro arrivo. Dopo notano che vari pezzi del portale (dal nome di Chiavi del Portale) mancano e si buttano in esso per riuscire a ritrovarli e cercare i loro amici.
All'inizio del loro viaggio interdimensionale, Batman, Gandalf e Wildstyle arrivano a Oz e devono seguire la strada di mattoncini gialli per trovare una delle Chiavi del Portale, semmai volessero ritrovare Robin, Frodo e Barbacciaio. Sulla strada incontrano Dorothy Gale e i suoi amici: il suo cane Toto, l'Uomo di Latta, il Leone Fifone e lo Spaventapasseri. Batman scambia quest'ultimo per una delle sue nemesi a Gotham (appunto Spaventapasseri) e cerca di arrestarlo, quando Dorothy e i suoi amici (e le scarpette rosse) vengono risucchiati in un vortice. E non appena trovano una delle Chiavi del Portale, Shift (che consente di spostarsi in tre diversi posti attraverso tre portali di colori diversi) la Strega Cattiva dell'Ovest arriva con le sue scimmie volanti, contenta della scomparsa di Dorothy, ruba la Chiave. Il gruppo viene costretto ad andare dentro il castello della Strega. Una volta affrontati vari ostacoli arrivano finalmente al castello, dove la Strega usa i poteri della Chiave per affrontare i tre eroi, che usano delle gabbie per intrappolarla e costruire una grande pistola d'acqua per scioglierla, prendere la Chiave e procedere verso un'altra dimensione.
I tre si ritrovano a mezz'aria, in cielo, sopra la città di Springfield, casa della famiglia Simpson. Dopo aver combattuto dei Micro Managers (da The LEGO Movie), i tre atterrano, ironicamente, sul divano dei Simpson, come parte della gag del divano. Riescono a trovare un'altra Chiave, Chroma (che cambia il colore del personaggio fra rosso, blu e giallo per seguire una scia del proprio colore e completare puzzle), ma i Micro Managers gliela rubano. I tre vagano per Springfield, invasa dai Micro Managers. Dopo aver attaccato e hackerato un Micro Manager, scoprono che Lord Business (da prima degli eventi di The LEGO Movie quando era ancora malvagio), cerca di rubare un bastone radioattivo (lo stesso della sigla dei Simpson) a Homer Simpson. Il Micro Manager hackerato perde il controllo e si schianta nella centrale nucleare della città, dove i tre cercano Business, mentre Homer peggiora la situazione creando accidentalmente ostacoli per il trio cercando di aggiustare i danni della fabbrica da lui causati. Dopo aver trovato Lord Business lo sconfiggono, ma lui riesce a prendere l'elemento da Homer e lancia i tre nell'ufficio del signor Burns, dove trovano un generatore d'energia e Joker, che usa la Chiave per attivare il suo Joker-Bot gigante. I cattivi usano il robot per attaccare i tre, che lo distruggono, assieme all'ufficio di Burns. Joker cerca di scappare con la Chiave ma è fermato da Gandalf e il cattivo ritorna alla Base Primaria a mani vuote, mentre i tre partono per la prossima dimensione.
I tre atterrano nell'Arena del Maestro Chen, nel mondo di Ninjago, durante il Torneo degli Elementi. Vedendo i nuovi arrivati e i loro poteri, Chen manda i concorrenti Griffin Turner, Karlof e Gravis a farli fuori, ma il torneo è più facile del previsto: grazie alle due Chiave ritrovate a Oz e Springfield, i tre battono i Maestri degli Elementi. Chen lo considera barare e prima che riesca a punirli, Lex Luthor arriva attraverso un vortice, intenzionato a prendere a tutti i costi il bastone di Chen, che scappa, mentre l'arena viene evacuata. I tre eroi inseguono Luthor e Chen sottoterra, in un labirinto sotterraneo, mentre si scopre che Saruman il Bianco era già arrivato nel mondo di Ninjago e ha preso controllo del grande serpente di Chen attraverso la Chiave Elemental (che consente di usare tre abilità fra le quattro che sono Fuoco, Acqua, Fulmine o Terra per risolvere vari puzzle). Non molto dopo aver sconfitto Saruman, i tre trovano e sconfiggono sia Lex Luthor che il Maestro Chen, che vengono entrambi risucchiati nel portale per la Base Primaria, mentre Batman, Gandalf e Wildstyle riprendono il loro viaggio interdimensionale.
Mentre si trovano nel nulla dei vortici i tre rischiano di rimanere bloccati a causa di un malfunzionamento dello scanner di Wildstyle, quando si accorgono che il Dottore, con il suo TARDIS, è arrivato per salvarli. Una volta averli portati al sicuro, gli spiega che hanno dei mostri da sconfiggere. E mentre Batman, Wyldstyle e il Dottore discutono (e Gandalf "gioca" con i controlli del TARDIS cambiando temporaneamente da Gandalf il Grigio a Gandalf il Bianco), il Dottore aggiusta lo scanner di Wyldstyle con il suo Cacciavite Sonico e spiega cos'è il TARDIS e il viaggio nel tempo in un istante, oltre a dirgli di averli già incontrati in un altro periodo temporale, ma loro non lo ricordano (secondo il Dottore, a causa del fatto che ora non lo riconoscono nella sua dodicesima incarnazione). Batman, che non ci crede, rimane a bocca aperta quando scopre che il Dottore ha recuperato una sua Pistola Rampino; ad ogni modo è restio nei confronti dell'uomo. Dopo che il TARDIS appare in una nave dei Cyberman, il dottore scorta i tre fuori e dà il suo numero di telefono a Wyldstyle in caso di emergenza, dicendo che vorrebbe unirsi a loro nella loro missione, ma comprometterebbe la linea temporale del suo mondo e aprirebbe un varco così grande nel multiverso LEGO da "farci passare l'ego di Batman" così il TARDIS riparte e i tre affrontano i Cyberman e gli Angeli Piangenti per poi incontrare L'imperatore Dalek che è in possesso della Chiave Scale (che consente di decidere le misure dei vari personaggi da piccolo a grande) i tre lo sconfiggono ma lui evoca un sacco di Dalek per eliminarli, i tre non avendo altra scelta decidono di chiamare il Dottore grazie ad un telefono gigante costruito da Wyldstyle sembra la fine per il trio ma il Dottore arriva facendo rimpicciolire L'imperatore Dalek, non riconoscendoli (venendo dal passato) il trio spiega che si sono già incontrati e porta i tre col TARDIS nella stanza del Portale scoprendo che Vortech aveva creato un varco infinito così da far malfunzionare lo scanner di Wyldstyle e bloccarli in un loop eterno, il Dottore ripara il Portale e alla fine Batman gli regala una copia della sua Pistola Rampino, il Dottore parte per salvarli dal varco e i tre procedono per il prossimo Universo.
Non molto dopo, Batman, Gandalf e Wildstyle si ritrovano a Metropolis per ritrovare la Chiave Locate (che consente di evocare diversi personaggi o oggetti in base alla situazione per poter completare missioni, tra cui: una gru, il Bat-Wing, il Mech Dragon, un Olog-Hai, l'albero parlante di Oz, Simon Petrikov (Re Ghiaccio) da Adventure Time, Homer, HAL 9000 da 2001: Odissea nello spazio, Grattachecca e Fighetto da I Simpson, Laval di Chima,un Monitor Power Up da Sonic the Hedgehog, il divano a castello di The LEGO Movie e tanti altri), dove notano che Sauron è arrivato, che Superman è stato risucchiato in un vortice e che Due Facce ha trasformato un Olifante in un suo servo, che viene liberato dagli eroi, incontrano Sauron che evoca una nave Dalek. I tre riescono a danneggiarla e a sconfiggere Sauron, che viene trasformato in un blocco e trasportato sulla Base Primaria e i tre grazie alla Chiave procedono per il prossimo Universo.
I tre arrivano nella Hill Valley del 1895, dove aiutano i vari abitanti e assistono alla fiera cittadina, oltre ad aiutare Doc Emmett Brown a nascondere la DeLorean. Quest'ultimo li avvisa di Cane Pazzo Tannen, prima di sparire. I tre si ritrovano davanti un cowboy, che si rivela essere Lord Vortech, che gli manda contro tanti ostacoli (tra cui il Kwik-e-Mart di Apu dei Simpson, una Portaerei da Doctor Who, La Statua della Liberta,La Nave di Barbaccaio da The LEGO Movie...), fino a mostrare parte dei muri di Vorton. Gandalf si accorge che i cattivi precedentemente affrontati sono tutti pedine e che Vortech non è una pedina, ma la mano che li controlla. I nostri eroi cercano di sconfiggerlo, ma vanno in ritirata. Dopo averli presi in giro Vortech riesce a trovare quello che stava cercando: il flusso catalizzatore, mentre Emmett Brown e Marty McFly credono che il disastro causato da Vortech sia una distruzione del Continuum spazio tempo e decidono di fare ritorno al futuro.
I tre notano che tra i pezzi del portale ci sono pezzi inutili, che compongono X-PO, che viene ricostruito e gli rivela i piani di Vortech. Così iniziano a cercare gli altri Elementi prima di Vortech, che ha appositamente catturato vari eroi (tra cui Robin, Frodo, Barbacciaio, Dorothy Gale e i suoi amici e Gollum) e reclutato vari cattivi per entrare nei vari mondi e recuperare gli elementi, così ricominciano il loro viaggio.
Arrivano alla Aperture Science, dove GLaDOS, in cerca di Chell li sfida per ottenere una torta (l'Elemento Primario del mondo di Portal). Dopo aver sconfitto GLadOS i tre procedono il loro viaggio.
I tre proseguono per Minas Tirith, dove affrontano l'Overlord digitale, l'Enigmista che ha controllato un Balrog di fuoco, per il Palantir, per poi proseguire a New York, dove, con l'aiuto degli Acchiappafantasmi, affrontano e sconfiggono il Generale Zod recuperando il rilevatore di fantasmi di Egon Spengler.
Batman, Gandalf e Wildstyle arrivano poi nella dimensione più strana di tutte: un mix tra i vari videogiochi Midway Arcade, dove sconfiggono un ladro (quello del gioco arcade Gauntlet) che ha l'oggetto che stanno cercando: una moneta d'oro.
I tre arrivano poi nel mondo di Scooby-Doo, dove mentre Scooby e la sua gang si dividono per cercare indizi su un mistero, i nostri cercano uno scarabeo diamante e combattono una mummia, che si rivelerà essere Lord Vortech poi per sbaglio X-PO crea un portale davanti ai tre (più Vortech) e gli rivela dove si sono nascosti, i tre fuggono e spengono il Portale sperando che Vortech non li trovi.
Nel frattempo X-PO ha abbastanza Elementi Primari per portarli nel tempio di Lord Vortech nella Base Primaria, ma X-PO sbaglia le coordinate e arrivano in un punto molto più lontano, ma riescono ad arrivare comunque sulla Base Primaria. E proprio quando sono arrivati al tempio riuscendo a sconfiggere Vortech tutto questo si rivelerà una trappola perché subito dopo evoca dei cattivi per tenere fermi i tre mentre vengono presi gli altri elementi (visto che Vortech ha scoperto dove si sono nascosti). Nonostante il trio riesca a eliminare i cattivi, è troppo tardi.
Grazie agli elementi Vortech riesce ad aprire la chiave per il potere assoluto del multiverso LEGO, una base verde, che gli permette di fondere Robin, Frobo e Barbacciaio nel Tri, creatura mostruosa e gigante contenente i poteri di tutti e tre e le loro teste e li obbliga di fondere le dimensioni dei tre protagonisti (DC Comics, Il Signore degli Anelli e The LEGO Movie). I tre, dopo essere entrati nel Tri e aver completato vari puzzle per liberare i loro tre amici, distruggono la bestia salvando i loro amici e i loro mondi ritornando sul Vorton.
Per fermare Vortech reclutano allora tutti i loro amici e nemici del multi universo il Dottore, la Mystery Inc., gli Acchiappafantasmi, l'astronave Defender, Doc con Marty McFly e perfino GLaDOS per fermare il tiranno interdimensionale. Mentre il Dottore, X-PO e GLadOS trovano un modo per bloccare Vortech, gli altri lo distraggono e alla fine lo bloccano in una dimensione eterna da cui non potrà mai uscire.
In una scena dopo i titoli di coda un personaggio misterioso raggiunge uno dei pezzi di cui Vortech era composto sulla Base Primaria, lo tocca e viene trasformato in uno schiavo Vorton, mentre si sente la risata di Vortech in sottofondo.

### Pacchetti Livello
Invece i Level Pack non continuano la storia principale, ma hanno una storia completamente diversa vagamente relativa a quella principale, gli unici universi che sono connessi con la storia principale sono Portal, Midway Arcade, Sonic the Hedgehog, Teen Titans Go!, The Powerpuff Girls e Beetlejuice.

#### Il Viaggio Misterioso di Homer
Homer intraprende un viaggio spirituale mentale dopo aver mangiato delle alette di pollo piccanti non seguendo il consiglio di Marge e deve scoprire la sua metà spirituale completando gli enigmi del Coyote (Livello ispirato all'episodio Il viaggio misterioso di Homer)

#### Lo Stermino dei Dalek sulla Terra
Il Dottore ha scoperto un messaggio nascosto nella TARDIS da sé stesso del futuro e deve fermare l'invasione aliena dei Dalek prima che sia troppo tardi.

#### Ritorno al Futuro
Nel Level Pack di Ritorno al Futuro, il giocatore segue gli eventi del primo film dalla prospettiva di Marty McFly.
Hill Valley, California, 25 ottobre 1985. Marty McFly è un diciassettenne studente di liceo, poco disciplinato e spesso ritardatario ma coraggioso, gentile e di buon cuore, fidanzato con Jennifer Parker, sua coetanea e compagna di scuola. Marty sogna di diventare una rockstar, e infatti suona la chitarra in una rock band, pur senza molta fortuna: il gruppo viene infatti bocciato al provino per suonare al ballo della scuola, perché "troppo rumorosi". Inoltre il ragazzo non si dà pace per la piatta esistenza della sua famiglia. Infatti suo padre George è da sempre succube del bullo Biff Tannen, ora suo capoufficio; sua madre Lorraine è una donna che ogni tanto alza il gomito, imbruttita e inacidita dalla non certo esaltante vita con George; i suoi due fratelli maggiori esercitano lavori poco appaganti e ancora vivono a casa coi genitori. Il migliore amico di Marty è un anziano e bislacco scienziato di nome Emmett Brown, detto "Doc". Un giorno, proprio quest'ultimo chiama il ragazzo chiedendogli di raggiungerlo quella stessa notte nel parcheggio del Twin Pines Mall, un grande centro commerciale, per filmare un misterioso esperimento.
Una volta giunto sul posto, Marty scopre che lo scienziato ha costruito una macchina del tempo modificando una DeLorean, e l'esperimento da filmare consiste nell'inviare nel futuro (un minuto avanti) il cane di quest'ultimo, Einstein. L'esperimento riesce, ma subito dopo sopraggiunge un commando terroristico dalla Libia (al tempo uno stato canaglia degli Stati Uniti) a cui Doc aveva sottratto del plutonio, necessario per far funzionare il "flusso canalizzatore", dispositivo indispensabile per il viaggio nel tempo. Doc viene atterrato a fucilate e Marty, fuggendo con la macchina del tempo, si ritrova catapultato al 5 novembre 1955, data che Doc aveva digitato sul display per spiegarne a Marty il funzionamento, in corrispondenza della quale aveva avuto per la prima volta una visione del flusso canalizzatore.
Marty visita così la Hill Valley degli anni cinquanta, tranquilla cittadina di provincia, alla ricerca del giovane Doc per farsi aiutare a tornare indietro nella sua epoca, ma si imbatte nel proprio futuro padre, puntualmente vessato dal giovane Tannen, e, nel seguirlo, finisce con l'intromettersi nel suo passato. Marty infatti incappa nella sua futura madre Lorraine, civettuola e svampita, la quale si invaghisce di lui nelle stesse modalità con le quali si era invaghita di George, da lei soccorso a casa sua dopo che era stato investito dall'auto del padre di Lorraine (nel 1955 originale il nonno di Marty aveva investito George). Marty raggiunge finalmente il giovane Doc, il quale, superata ogni incredulità, tenta di aiutarlo. Il Doc del futuro avrebbe digitato proprio quella data del 1955 perché quello era stato il giorno in cui aveva trovato l'ispirazione che lo avrebbe poi condotto alla sua invenzione di trent'anni dopo.
Purtroppo non c'è modo di reperire il plutonio necessario per far funzionare la macchina. L'unica alternativa per ricavare la potenza elettrica richiesta, pari ad 1,21 GW, sarebbe sfruttare la scarica di un fulmine, e Doc non la considera praticabile, data l'impossibilità di prevedere dove e quando un simile evento sarebbe accaduto. Marty, tuttavia, riaccende la speranza: lui sa che un fulmine si sarebbe abbattuto sull'orologio del tribunale alle 22:04 del 12 novembre 1955, di lì a una settimana. L'evento verrà ricordato nel futuro perché il fulmine era stato così potente da danneggiare l'orologio fermandolo proprio su quell'ora (e nel 1985 sarà ancora fermo). Nel frattempo Marty deve rimediare ai cambiamenti che stanno minacciando la sua futura famiglia e la sua stessa esistenza, ovvero far cambiare idea alla sua futura madre, ancora innamorata di lui. Marty cerca così di fare amicizia con il timido e impacciato George, spingendolo con ogni mezzo, anche il più assurdo, ad avvicinarsi a Lorraine per invitarla al ballo della scuola, che si terrà proprio la sera del ritorno a casa di Marty. Alla fine riesce a convincerlo e, per conquistare il cuore di Lorraine, Marty propone al padre di prendere parte a una messinscena in cui questi deve salvare la ragazza da una prepotenza dello stesso Marty.
Le cose vanno diversamente. Lorraine si fa accompagnare al ballo dal suo futuro figlio, e lo bacia ardentemente, restandone peraltro interdetta. Biff, desideroso di vendetta verso Marty e George per i recenti episodi, sopraggiunge con i suoi amici, tenta di costringere Lorraine ad avere un rapporto con lui, mentre i suoi amici chiudono Marty nel bagagliaio di un'auto. George sopraggiunge e, grazie ai consigli di Marty, trova il coraggio di reagire e con un pugno mette al tappeto Biff, che voleva pestarlo, riscattandosi definitivamente. Marty viene salvato dai membri dell'orchestrina che intratteneva il ballo, proprietari dell'auto in cui era stato chiuso. La missione non è ancora finita: il leader del gruppo musicale, Marvin Berry, cugino del celebre Chuck, ferito alla mano nel tentativo di liberare Marty, non può continuare a suonare la chitarra, così Marty lo sostituisce per l'ultima parte del ballo, durante il quale i suoi genitori si baciarono per la prima volta. In questa Marty si trova a improvvisare Johnny B. Goode, brano rock 'n' roll allora non ancora composto, che sarebbe stato portato al successo dallo stesso Chuck.
Il futuro di Marty è salvo, così il ragazzo può raggiungere Doc nell'ora e nel luogo convenuto dove sta per cadere il fulmine, non prima di avergli consegnato una lettera dove gli svela che nel 1985 morirà per mano terroristica. Doc, restio a conoscere il suo avvenire per non rischiare di perturbarlo, si rifiuta di leggerla e la strappa. Una volta tornato nel 1985, Marty scopre però che il presente gli riserva più di una sorpresa. Doc gli rivela di aver poi letto la missiva premunendosi dagli assassini (che gli hanno comunque sparato, ma lui si è salvato indossando un giubbotto antiproiettile), ma soprattutto il ragazzo si trova in un clima familiare totalmente cambiato: suo padre è uno scrittore di successo, Lorraine è in forma smagliante, suo fratello e sua sorella hanno una brillante carriera, Biff è il servile gestore di un autolavaggio. Marty, modificando il passato, ha fatto sì che il sogno americano si sia avverato nel presente nella sua famiglia. Per Marty sembra cominciare una nuova vita tra la serenità e il lusso, quando sopraggiunge Doc a bordo della macchina del tempo, con abiti di foggia futuribile, esortandolo a partire per un nuovo viaggio temporale per salvare nuovamente la sua famiglia, ma stavolta nel futuro.

#### Aperture Science
Gli eventi del Level Pack di Portal avvengono dopo Portal 2 e dopo il livello di Portal della trama principale.
Chell ritorna alla Aperture Science, nella camera dei test numero 89, dove incontra Wheatley e insieme cercano un'uscita dalla struttura, ma finiscono nella vecchia Aperture Science. Dopo esserne usciti, i due continuano a cercare un'uscita mentre GLaDOS tenta di uccidere Chell e viene sconfitta. Dopo aver sconfitto GLaDOS, Chell e Wheatley trovano un'altra struttura Black Mesa dove all'interno trovano un portale (simile a quello sul Vorton) e vi saltano dentro.

#### Ghostbusters - Acchiappafantasmi
Nel Level Pack degli Acchiappafantasmi i giocatori affrontano invece gli eventi del primo film dalla prospettiva di Peter Venkman, leader degli Acchiappafantasmi.
New York, 1984. Peter Venkman, Raymond Stantz ed Egon Spengler, tre ricercatori universitari in parapsicologia, studiano da tempo, ma con scarsi risultati, i fenomeni paranormali. Contattati dalla Biblioteca Pubblica di New York sulla 5ª strada, si trovano per la prima volta faccia a faccia con un ectoplasma, quello dell'ex bibliotecaria Eleanor Twitty, la "Signora in Grigio". Raccolti dei campioni, iniziano a valutare le potenzialità della scoperta, proprio mentre vengono cacciati dal rettore dell'Università per mancanza di risultati nei rispettivi ambiti di ricerca.
Convinto Ray a mettere un'ipoteca sulla sua casa d'infanzia, con i soldi ottenuti i tre intraprendono la loro nuova e avveniristica attività: quella di acchiappafantasmi a pagamento. Con il genio di Egon mettono a punto apparecchiature sofisticate e tecnologie all'avanguardia come lo zaino protonico, in grado di catturare l'energia psicocinetica dei fantasmi tramite flussi di particelle, il rilevatore di energia psicocinetica che serve a rilevarla e le ghost-trap, in grado di intrappolarli. I tre quindi acquistano un palazzo cadente, già sede dei Vigili del Fuoco, come loro quartier generale e una vecchia ambulanza, modificandola secondo le loro esigenze e divenuta celebre come Ecto 1 (dal numero di targa). A questo punto non resta loro che attendere le prime telefonate, che però tardano ad arrivare. L'unica cliente è Dana Barret, una violoncellista che nel frigorifero di casa vede strane apparizioni di creature mostruose che pronunciano un nome: "zuul".
Finalmente ricevono una chiamata da un grande albergo di lusso del centro, il Sedgewick Hotel, infestato da un ingordo ectoplasma verde (Slimer) al dodicesimo piano dove i tre possono testare gli zaini protonici: dopo essersi divisi, il primo ad incontrarlo è Ray che tenta di prenderlo mentre si ingozza di dolci, il secondo sarà Venkman che avrà un contatto fisico e maleodorante con lo spettro. I tre lo seguiranno e lo cattureranno nella sala da ballo dove testano anche le trappole, causando però parecchi danni con gli zaini. Da allora le chiamate aumentano sempre più e gli "Acchiappafantasmi" cominciano a ripulire la città dagli spiriti e spiritelli che stanno terrorizzando i cittadini, ottenendo in breve tempo grande successo e popolarità (compaiono infatti in TV, sulle copertine di USA Today, del Time e ne parla Larry King nel suo show assieme ad altri famosi giornalisti). Per far fronte alla sempre maggiore mole di lavoro viene anche assunto un ulteriore membro della squadra, Winston Zeddemore (Ernie Hudson).
Ben presto, però, i quattro devono fare i conti con una minaccia ancora più grande: il funzionario del Dipartimento dell'Ambiente Walter Peck, giudicando il lavoro degli Acchiappafantasmi nocivo e pericoloso, riesce a togliere energia al "dispositivo di stoccaggio" in cui erano imprigionati tutti i fantasmi catturati fino ad allora, liberandoli. In città si diffonde il panico e i quattro vengono arrestati. Nel frattempo Gozer, una sorta di malefica semidivinità sumera del 6000 a.C., sta per reincarnarsi e tornare sulla Terra e per questo i suoi due adoratori, Zuul il Guardia di Porta e Vinz Clortho il Mastro di Chiavi, iniziano a "possedere" rispettivamente Dana e il suo vicino Louis sotto forma di cani infernali.
Rinchiusi in cella, Ray ed Egon hanno il tempo di capire la situazione. Un pazzo e geniale architetto, di nome Ivo Shandor, capo di una setta devota a Gozer, aveva costruito il palazzo di Dana -che si scopre infine essere una gigantesca antenna spirituale- in un punto particolare in maniera da far confluire lì l'energia ectoplasmatica, così da richiamare Gozer per porre fine a questa società, giudicata troppo marcia per continuare a sopravvivere. L'unica speranza è raggiungere la sommità del palazzo e fermare la maligna divinità.
Ottenuto l'appoggio del sindaco, scortati dalle forze dell'ordine fino all'edificio e scalatolo fino alla cima, gli eroi si ritrovano di fronte a Dana e Louis trasformati nei mostruosi quadrupedi che rispondono al richiamo di una creatura simile ad una donna davanti ad un portale che porta ad un'altra dimensione. Ray tenta di comunicare ma i quattro vengono attaccati dai fulmini della semidivinità. Dopo averla "neutralizzata" con gli zaini protonici, Gozer dà la possibilità ai quattro di scegliere la forma fisica della calamità con la quale essere distrutti. Per evitare di rispondere, gli Acchiappafantasmi non pensano a nulla, ma inavvertitamente a Ray viene in mente la simpatica e innocua mascotte dei suoi marshmallow preferiti. Ed ecco che Gozer si materializza sotto forma di Stay Puft Marshmallow Man, tenero ma gigantesco e minaccioso pupazzo vestito da marinaio, che inizia a distruggere la città. I quattro fanno fuoco, incendiandolo, e il gigante infuriato tenta di arrampicarsi sul palazzo per ucciderli. L'unica soluzione è allora quella di incrociare i flussi delle loro armi, un'azione ad altissimo rischio che era stata tassativamente sconsigliata da Egon, verso il portale da cui Gozer è entrato nel nostro mondo. Ciò causa una potente esplosione che scioglie il Pupazzo Marshmallow, il quale si scioglie divenendo fondente di zucchero che inonda Manhatthan. Dana e Louis vengono liberati dalla corazza carbonizzata e Venkman si riunisce con la sua amata.
Salvata New York, esploso il pupazzo della pubblicità dei marshmallow e liberati Dana e Louis dalle sembianze di Zuul e Vinz Clortho, i quattro vengono accolti dalle ovazioni dell'intera cittadinanza e diventano i nuovi eroi sulla scena. Il film si conclude con i quattro Ghostbusters che tornano alla caserma acclamati dalla folla e Slimer che vola urlando verso la quarta parete.

#### Disastro Arcade
Nel Level Pack di Midway Arcade Gamer Kid cerca di riportare i personaggi dei videogiochi della Midway Games, impazziti (apparentemente a causa di Vortech), nei rispettivi giochi. Alla fine, nonostante la sconfitta dei personaggi videoludici, questi causano ancora caos.

#### Un Libro e un Malvagio
Nel Level Pack di Adventure Time i giocatori affronteranno una rivisitazione LEGO dei due episodi di Adventure Time, Il libro dell'eroe e Debolezza mortale.
Nella prima parte, Finn e Jake viaggiano verso il monte Cragdor per recuperare I'Enchiridion, il libro che narra di ogni eroe e delle loro gesta. Nella seconda, devono salvare la Terra di Ooo dal Lich, impedendogli di arrivare alla sua pozza rigeneratrice. (Durante la storia, Batman, Gandalf e Wildstyle hanno un piccolo cameo).

#### Mission: Impossible
Nel Level Pack di Mission Impossible i giocatori affrontano invece gli eventi del primo film giocando nei panni di Ethan Hunt.
Ethan Hunt è un membro della IMF (Impossible Mission Force), una speciale sezione segreta della CIA incaricata di svolgere le missioni ritenute più delicate e pericolose. Il team di Ethan, guidato dall'esperto Jim Phelps, è in missione a Praga per impedire a un terrorista russo di nome Max di rubare e vendere al miglior offerente la lista di agenti civili sotto copertura di stanza in Europa Centrale: durante l'operazione, però, il team cade vittima di una trappola, da cui apparentemente si salva solo Ethan. Raggiungendo Eugene Kittridge, direttore dell'IMF, in un bar nelle vicinanze, Ethan scopre che la missione era solo una messinscena: da circa un paio d'anni infatti la CIA riscontra una sistematica fuga di informazioni dalla squadra di Ethan, e così l'agenzia ha organizzato la finta missione, utilizzando una finta lista di agenti come esca, per scoprire chi è la talpa all'interno della squadra. Ora tutti i sospetti ricadono su di lui, sia perché è l'unico sopravvissuto sia perché un'ingente somma di denaro è stata accreditata sul conto dei suoi genitori. Ethan, tuttavia, è innocente: decide dunque di provare a fuggire, e vi riesce grazie a una carica esplosiva che gli era rimasta in tasca dalla missione appena terminata. Lanciandola sulla parete di un acquario, utilizza la sua esplosione come diversivo per lasciare il locale e dileguarsi.
Rifugiatosi nell'appartamento usato come base dalla squadra, Ethan viene raggiunto da Claire, la moglie del defunto Jim, sopravvissuta alla strage della squadra. All'inizio il protagonista diffida di lei ma, dopo aver chiarito le loro posizioni, i due decidono di agire insieme per risolvere la questione: per dimostrare la loro innocenza è necessario che trovino la vera talpa. Claire presenta quindi ad Ethan il programmatore informatico Luther Stickell ed il pilota Franz Krieger, ex agenti dell'IMF che, in cambio di denaro, si offrono di aiutarli a trovare la lista degli agenti sotto copertura custodita nel computer centrale della CIA che si trova a Langley. L'intento è quello di usare la vera lista come esca per giungere all'identità del traditore.
Giunti alla sede CIA, Krieger ed Ethan riescono a penetrare nella stanza del computer centrale ed a rubare la lista. Ethan organizza quindi un incontro con Max, il commerciante d'armi che era interessato ai dati, promettendogli la lista rubata alla base CIA: in cambio, vuole 10 milioni di dollari ed il vero nome di Giobbe, la talpa. Intanto a Londra ricompare Jim, che spiega ad Ethan di essersi ripreso dopo essere rimasto ferito durante la missione a Praga. Durante un colloquio in un bar i due ripercorrono l'intera vicenda fin dall'inizio, e Jim sostiene di essere sicuro che il traditore sia lo stesso Kittridge. Ethan lascia quindi in custodia a Luther, l'unico di cui si fida, il dischetto con le informazioni sottratte alla CIA; poi spedisce un orologio con display integrato a Kittridge, insieme a dei biglietti per il treno ad alta velocità TGV Londra-Parigi sul quale dovrebbe avvenire lo scambio con Max.
Una volta iniziata l'operazione, Luther, utilizzando un jammer, riesce a bloccare la trasmissione dei dati appena consegnati a Max, che si è già rivelata in precedenza essere una donna; intanto Ethan, mascheratosi da Jim, raggiunge la valigetta con i soldi che gli erano stati promessi. Quando viene raggiunto da Claire, le parole della ragazza, ignara del travestimento, chiariscono l'identità della talpa: Jim è il vero responsabile della congiura, e fu lui, con la complicità di Claire, a far uccidere tutti gli agenti della squadra a inizio film. Lo scopo era lasciare un solo sopravvissuto, Ethan, per far ricadere su di lui i sospetti della CIA.
Arrivato sul treno il vero Jim, Ethan si smaschera. Kittridge, grazie alla telecamera inserita negli occhiali di Hunt e all'orologio con display che gli era stato inviato, scopre l'inganno. A Jim, uccisa Claire per averlo smascherato, non rimane quindi che tentare di fuggire in elicottero con l'aiuto di Krieger, anch'egli suo complice; ma Ethan, durante un rocambolesco inseguimento, riesce ad impedirne la fuga facendo esplodere il velivolo. L'ingenua Max viene dunque arrestata da Kittridge, ed Ethan è così definitivamente scagionato. Risolta la questione, il protagonista si incontra infine con Luther, reintegrato nell'IMF, comunicandogli che intende dare le dimissioni; ma durante il ritorno a casa, in aereo, riceve un messaggio in cui gli si offre una nuova missione, e tutto lascia pensare che accetterà.

#### Sonic Dimensions
Sonic sta correndo a Green Hill Zone (Livello famosissimo di Sonic the Hedgehog) quando scopre che il suo nemico il Dottor Eggman ha creato un apparecchio che gli permette di usare i poteri di tutte le Chiavi del Portale (cadute per sbaglio nell'universo di Sonic) e che intende usare per conquistare tutte le dimensioni. Inizia col rapire Miles "Tails" Power, Knuckles the Echidna, Amy Rose, Shadow the Hedgehog, Big the Cat e Omochao. Sonic inizia un viaggio interdimensionale tra i luoghi che ha attraversato in 25 anni di storia (tra cui Metropolis Zone da Sonic the Hedgehog 2, Emerald Coast da Sonic Adventure, Lost Labyrinth Zone da Sonic the Hedgehog 4 Episodio 1...), salvando i suoi amici (esclusa Amy) e recuperando i Chaos Emerald, arrivando, alla fine, al Death Egg ricostruito da Eggman. Dopo un'ultima battaglia con il Death Egg Robot di Eggman, si scopre che Chaos, (antagonista principale di Sonic Adventure), è arrivato al Death Egg attraverso un portale. Con l'aiuto di Amy, che ha recuperato l'ultimo Emerald, Sonic si trasforma in Super Sonic, sconfigge Chaos e salva Amy dal cadere nello spazio, inseguito assieme a Tails (a bordo del Tornado) e Eggman, che è riuscito a scappare attraverso un portale. (Durante la storia, Batman, Gandalf e Wildstyle hanno un piccolo cameo).

#### I Goonies
Nel Level Pack dei Goonies i giocatori affrontano invece gli eventi del film dalla prospettiva di Chunk e Sloth.
Ad Astoria, Jake, uno dei membri della criminale banda Fratelli evade dalla prigione locale, fuggendo insieme al fratello Francis e alla madre, inseguiti dalla polizia.
Dopo l'inseguimento, nel quartiere di Goon Docks, Clark "Mouth" Devereaux va a casa dei fratelli Mikey e Brandon Walsh. Poco dopo si uniscono a loro anche Chunk, ghiottone e loquace, che ha appena assistito all'inseguimento, e l'asiatico Data, dallo spiccato talento inventivo, preso in giro dagli altri. I ragazzini sono amareggiati perché di lì a poco dovranno abbandonare le loro case: due imprenditori infatti intendono comprare l'intera Goon Docks per costruire un campo da golf. Ritorna a casa la signora Walsh con una nuova domestica messicana che dovrà aiutarla nelle operazioni di trasloco: Rosalita. Mouth, che conosce la lingua spagnola, si offre di aiutare la signora a spiegare a Rosalita le sue mansioni, ma in realtà si diverte a inventare cose assurde, tanto che la domestica pensa di essere finita in una casa di matti. La signora Walsh poi esce ed i ragazzi si recano in soffitta. Il gruppetto trova tra gli scarti del materiale che il signor Walsh ha usato per allestire il museo di Astoria una misteriosa mappa in lingua spagnola che Mouth cerca di tradurre ed uno strano medaglione. Tramite un vecchio articolo di giornale i ragazzi vengono a conoscenza anche dell'esploratore Chester Copperpot, dato per scomparso durante la ricerca del tesoro di un famoso e leggendario pirata che aveva imperversato nella zona, Willy l'Orbo. Decidono allora di seguire la mappa per dare una svolta alla loro vita: trovando il tesoro del pirata potrebbero pagare i perfidi imprenditori ed evitare lo sfratto. Immobilizzano allora Brandon alla poltrona del soggiorno, gli sgonfiano le gomme della bici e scappano in sella alle loro.
La banda Fratelli, nel frattempo, si serve di un vecchio ristorante abbandonato sulla scogliera di Astoria per nascondersi e falsificare denaro. Nei sotterranei del ristorante tengono incatenato Sloth, un altro loro fratello deforme dalla forza sovraumana e in una cella frigorifera hanno nascosto il cadavere di uno degli agenti FBI che si erano messi sulle loro tracce. È proprio al ristorante che i ragazzi arrivano, seguendo le indicazioni della mappa. I ragazzi, dopo un primo incontro con la banda, durante il quale fingono di essere lì quasi per caso, sono raggiunti da Brandon insieme alla graziosa cheerleader Andy (fidanzata con l'odioso figlio di uno degli imprenditori) e alla sua amica lentigginosa e occhialuta, Stef, che mal sopporta l'esuberante Mouth. Tornati al ristorante approfittando di un allontanamento dei malviventi scoprono un cunicolo sotto la griglia di un camino. Il gruppo lascia però in superficie Chunk, bloccato nella cella frigorifera insieme al cadavere. Chunk viene mandato dagli altri a chiamare la polizia, ma viene riacciuffato dalla banda, che lo mette sotto torchio per capire le vere intenzioni dei ragazzini. Chunk rivela tutto, ma riesce anche a telefonare allo sceriffo e a farsi amico, dopo lo spavento iniziale, il fratello deforme che si è nel frattempo liberato delle catene.
Nel frattempo, in una galleria scavata nella roccia i restanti Goonies scoprono lo scheletro del ricercatore scomparso. Durante tutto il tragitto si trovano poi di fronte a trappole e marchingegni che li ostacolano e da cui si salvano con coraggio e abilità. Tra Brandon ed Andy comincia a sbocciare l'amore. Ad un certo punto vengono raggiunti dalla banda Fratelli che si era messa sulle loro tracce, ma riescono temporaneamente a seminarli. Il gruppo raggiunge il galeone in un lago sotterraneo. Come previsto, sulla nave, oltre ad esserci montagne di tesori, ci sono gli scheletri di Willy l'Orbo e della sua ciurma, tutta sterminata dal pirata che non voleva condividere l'oro con i suoi sottoposti. Quando i ragazzi stanno per fuggire carichi di gioielli, appare la banda Fratelli, che li costringe a consegnarli tutti a loro. Come in un vecchio film di pirati, Mamma cerca di gettare i ragazzi in acqua, per tenersi tutto l'immenso tesoro; a salvarli arrivano però Chunk e Sloth, che mettono fuori combattimento i malviventi. Durante la fuga, i ragazzi fanno esplodere un candelotto di dinamite scambiandolo per una candela e la caverna inizia a crollare. Riescono a fuggire con l'aiuto di Sloth, ma per salvarsi sono costretti a rinunciare al tesoro.
Una volta tornati all'aperto, i Goonies incontrano sulla spiaggia i genitori che avevano partecipato alla loro ricerca insieme alla polizia dopo la telefonata di Chunk. Li raggiungono anche gli imprenditori, per costringerli finalmente a firmare il contratto. Proprio all'ultimo momento però Rosalita trova in una tasca del giubbotto di Mikey un sacchetto con delle pietre preziose che i malviventi avevano tralasciato di prendergli, più che sufficienti per riscattare il quartiere. Il padre di Mikey può salvare la sua casa e le altre e strappa il contratto tra la felicità e lo stupore di tutti. Contemporaneamente riappare la banda Fratelli che viene arrestata dalla polizia, ad eccezione di Sloth. Brand e Andy si mettono assieme. Mouth e Stef mettono da parte l'antipatia reciproca e si riappacificano e Mikey, piccolo eroe di tutta l'avventura, capisce di essere cresciuto. In lontananza, l'antico galeone che le esplosioni di dinamite hanno liberato dalla prigione di roccia prende il largo sospinto dal vento, seguito dallo sguardo dei presenti.

### Crisi Dimensionale (EpisodioTeen Titans GO!)
Vicino al portale dell'universo Teen Titans Go! si trova una mini televisione dove si può guardare un episodio speciale della serie TV scritto da Traveller's Tales.
Nell'episodio Cyborg e Beast Boy vogliono partecipare ad una gara di costruzioni LEGO ma non hanno abbastanza mattoncini così Corvina crea un portale che spedisce tutti nel universo LEGO dove assistono ad un'invasione di Jump City da parte dei Gremlins ma ad aiutarli arrivano le Powerpuff Girls che gli raccontano che numerosi varchi si stanno aprendo nei mondi (a causa di Vortech), ma invece di ascoltarle i Titans convinti dallo spirito Beetleguse entrano nei portali ad esplorare il multiverso, Stella Rubia visita l'universo del Mago di Oz dove viene scambiata per la Strega Cattiva, Cyborg visita l'universo dei Goonies dove per sbaglio finisce per distruggere la nave Inferno, Robin visita l'universo di LEGO Batman - Il film dove distrugge la Batmobile e fa arrabbiare Batman, Beast Boy visita l'universo di Animali fantastici e dove trovarli dove cerca di aiutare Newt Scamandro ma fa scappare un Erumpent e Corvina accompagnata da Beetleguse visitano il suo universo dove creano un demone, i Titans e Beetleguse ritornano a Jump City ma Beetleguse si impossessa del demone e crea caos in città, Corvina chiede scusa ai Titans e fermano il demone grazie a Beast Boy che ricostuisce la T-car, Stella il Titan Robot e Corvina che evoca il Libro degli incantesimi di Azarath, alla fine ritornano nel loro mondo, Corvina riesce a vincere la gara di costruzioni (barando) facendo ingelosire Cyborg e Beast Boy

### Pacchetti Storia

#### Ghostbusters (Reboot 2016)
Lo Story Pack dei Ghostbusters, racconta, in 6 livelli, la storia del reboot degli Acchiappafantasmi.
Le fisiche Abby Yates e Erin Gilbert sono coautrici di un libro frutto della loro ricerca in cui è scritto che i fenomeni paranormali quali i fantasmi esistano. Per non essere umiliata, Erin abbandona Abby e il libro e diventa professoressa alla Columbia University, mentre Abby continua a studiare il paranormale a un college di tecnologia con l'eccentrica ingegnera Jillian Holtzmann. Erin viene poi a sapere che Abby ha ripubblicato il libro online ed è minacciata di essere espulsa permanentemente dall'istituto. Si riuniscono e, se Abby toglierà il libro dalle vendite, Erin dovrà aiutare Abby e Jillian in un'investigazione: alla villa Aldridge è stato visto un fantasma di una precedente proprietaria.
Le tre entrano in contatto col fantasma, facendo così rinascere il credere nei fantasmi ad Erin. Ma un video della loro investigazione viene postato online e Erin viene espulsa dall'università. Decide così di unirsi alle sue due amiche nel loro progetto, ma quando un nuovo direttore d'istituto viene a sapere della natura della ricerca, le espelle. Le tre aprono un ufficio sopra un ristorante cinese e si fanno chiamare "Conduttrici dell'Esaminazione Metafisica". Iniziano a costruire così dell'equipaggiamento per studiare e "acchiappare" i fantasmi e assumono il bellissimo ma tonto aspirante attore Kevin Beckman.
Una lavoratrice della metropolitana, Patty Tolan, trova un fantasma nella metropolitana e contatta il gruppo. Dopo essere riuscite a catturare e filmare il fantasma attraverso lo zaino protonico inventato da Holtzmann, tuttavia le loro prove vengono di nuovo destituite. Continuano però a migliorare la loro tecnologia e pubblicizzano i loro servizi come quello che alcuni hanno chiamato "Acchiappafantasmi" (nell'originale "Ghostbusters"). Patty si unisce alla squadra e provvede una grande conoscenza di New York e una Cadillac.
A loro insaputa, i fantasmi sono evocati da macchinari costruiti da Rowan North, un'occultista e scienziato pazzo che cerca di far iniziare l'apocalisse. Quando Rowan impianta un altro macchinario ad un locale di musica dal vivo, le Acchiappafantasmi vengono chiamate a raccolta e catturano il fantasma di fronte al pubblico. Quando un debunker, il dottor Martin Heiss sfida le Acchiappafantasmi, Erin libera il fantasma catturato come prova. Quest'ultimo butta Heiss fuori dalla finestra del ristorante cinese. Le Acchiappafantasmi vengono portate al cospetto del Sindaco Bradley, che rivela che tutta New York e il dipartimento di sicurezza sono venuti a sapere del problema dei fantasmi e le denunciano pubblicamente come frodi.
Le Acchiappafantasmi si accorgono che Rowan sta piantando delle linee temporanee che intersecano all'Hotel Mercado a Times Square, un sito pieno di storia relativa ad attività paranormale e scoprono Rowan mentre costruisce un portale per la dimensione dei fantasmi nei sotterranei dell'hotel. Rowan si fulmina deliberatamente e Jillian disattiva il portale. Erin scopre che tra le cose di Rowan si trova una copia del libro suo e di Erin e viene a sapere che ha pianificato di diventare un fantasma dall'inizio e di comandare un esercito di fantasmi. Infatti, Rowan torna come un fantasma molto potente, possedendo il corpo di Abby e poi quello di Kevin, col quale apre il portale e libera centinaia di fantasmi per tutta New York. La polizia è facilmente sottomessa, ma le Acchiappafantasmi combattono l'armata di fantasmi per raggiungere il portale.
Rowan prende l'aspetto del fantasma nel logo delle Acchiappafantasmi, cresce a dismisura e attacca la città. Il team pianifica di usare il reattore nucleare della Ecto-1 per chiudere il portale e riportare i fantasmi nella loro dimensione. Il piano ha successo, o quasi, perché Rowan trascina Abby con sé e Erin salta nel portale per salvarla. Le due tornano nella dimensione umana con capelli prematuramente bianchi. Mentre l'ufficio del sindaco decide di promuovere le ricerche delle Acchiappafantasmi (mentre continuano a denunciarle pubblicamente come frodi per evitare il panico in città), le ragazze e Kevin si trasferiscono in un luogo migliore, una casa dei pompieri abbandonata. Nonostante la campagna "contro" le ragazze del sindaco, New York ringrazia profondamente le Acchiappafantasmi.

#### Animali Fantastici e dove Trovarli
Lo Story Pack di Animali fantastici e dove trovarli, racconta, in 6 livelli, la storia del film.
Nel 1926 il mago Newt Scamandro sbarca a New York per quella che dovrebbe essere una breve sosta nel suo viaggio. Mentre Newt assiste al comizio di Mary Lou Barebone, leader del movimento estremista dei Secondi Salemiani, che mira a scovare e uccidere tutti i maghi e le streghe, uno Snaso, una creatura amante dei metalli preziosi, scappa dalla sua valigia, in cui sono ospitate numerose creature magiche. Newt cerca di catturare lo Snaso, ma inavvertitamente trascina nella sua ricerca anche Jacob Kowalski, un No-Mag, che prende per sbaglio la valigia di Newt. L'ex-Auror Tina Goldstein arresta Newt e lo conduce al MACUSA (il Magico Congresso degli Stati Uniti d'America), ma la presidentessa Seraphina Picquery e l'Auror Percival Graves mandano via entrambi. Nel frattempo, nell'appartamento di Jacob, diverse creature fuggono dalla valigia.
Mary Lou gestisce un orfanotrofio in cui insegna agli orfani a odiare i maghi e le streghe. Credence Barebone, uno degli orfani, viene avvicinato più volte da Graves, che lo incarica di trovare un bambino posseduto da un Obscurus, una forza oscura creata dai bambini che tentano di nascondere troppo a lungo la loro magia. Graves ritiene che l'Obscurus sia la causa dei misteriosi incidenti magici accaduti a New York nell'ultimo periodo, e promette a Credence di portarlo via dall'orfanotrofio.
Tina porta Newt e Jacob nel suo appartamento, dove vive insieme a sua sorella Queenie, una legilimens di cui Jacob si invaghisce. Newt mostra a Jacob l'interno della sua valigia e lo convince ad aiutarlo a trovare le creature scomparse. Dopo aver nuovamente catturato lo Snaso e un Erumpent, Newt e Jacob tornano all'interno della valigia; Tina prende la valigia e la porta al MACUSA. Nel frattempo l'Obscurus continua a seminare il panico in città, uccidendo il senatore Henry Shaw Jr. Al MACUSA gli Auror arrestano Newt, Tina e Jacob, credendo che sia stato uno degli animali di Newt a uccidere Shaw Jr., e confiscano la sua valigia. Jacob viene portato via per essere obliviato e Graves interroga Newt e Tina. Il mago li condanna entrambi a morte, ritenendo che Newt sia un seguace del mago oscuro Gellert Grindelwald, ma Queenie li salva insieme a Jacob.
Dopo aver ricevuto una soffiata dal goblin gangster Gnarlack, i quattro riescono a catturare gli ultimi animali fuggiti, il Demiguise e l'Occamy, e li riportano nella valigia. Credence intanto scopre una bacchetta sotto il letto di Modesty, che ritiene essere l'ospite dell'Obscurus. Mary Lou li scopre e crede che la bacchetta sia di Credence, ma Modesty si prende la colpa. Quando Mary Lou si prepara a frustare Modesty, l'Obscurus appare, uccidendo tutti quanti all'interno dell'orfanotrofio tranne Modesty e Credence. Graves giunge sul posto per prendere Modesty e caccia via Credence, definendolo un Magonò e affermando che non lo avrebbe mai aiutato ad andare via. Credence rivela di essere lui l'ospite dell'Obscurus e, accecato dal dolore per il tradimento di Graves, libera l'Obscurus su New York City.
Newt e Tina si lanciano all'inseguimento di Credence per cercare di aiutarlo. Tina riesce a far calmare Credence, che ritorna in forma umana, ma l'arrivo di Graves e degli Auror del MACUSA spaventa il ragazzo, che viene sopraffatto dagli incantesimi e sembra morire, ma Newt nota un piccolo brandello di Obscurus volare via, indicando che è sopravvissuto. Graves si infuria con Picquery, rivelando di aver voluto usare l'Obscurus per rivelare l'esistenza del mondo magico ai No-Mag, e accusa il MACUSA di favorire, attraverso il suo Statuto di Segretezza, gli interessi della comunità non-magica anziché quelli dei maghi. Picquery ordina di arrestare Graves, che dopo una breve lotta viene sopraffatto. Newt usa l'incantesimo Revelio, rivelando che Graves è in realtà Grindelwald, che viene arrestato e portato via.
Newt libera il suo Tuono Alato per diffondere il veleno del Velenottero, che provoca amnesia. La creatura genera un temporale che cancella i ricordi di tutti i No-Mag che hanno assistito agli avvenimenti di quei giorni, mentre i funzionari del MACUSA riparano tutti i danni subiti dalla città. Queenie saluta Jacob con un bacio e, su ordine di Picquery, gli cancella la memoria. Newt parte per l'Europa, promettendo a Tina di tornare per consegnarle di persona una copia del suo libro sulle creature magiche. Grazie a dei pezzi d'argento che Newt ha fatto trovare a Jacob, quest'ultimo apre una pasticceria di successo in cui confeziona paste e dolci dalle forme simili agli animali che ha conosciuto con Newt. Queenie si reca al negozio di Jacob il quale, osservandola, sembra ricordarsi qualcosa degli eventi passati.

#### LEGO Batman - Il film
Lo Story Pack di LEGO Batman - Il film racconta, in 6 livelli, la storia del film.
Passati tre anni da quando ha aiutato Emmet, Wyldstyle e tutti i mastri costruttori a salvare l'universo, Batman continua a combattere la criminalità a Gotham City.
Durante una missione volta a impedire a Joker di distruggere la città, ferisce i sentimenti del suo arcinemico dicendogli che non è importante nella sua vita quanto Superman e Bane. Il giorno seguente, Batman partecipa al gala invernale della città per celebrare il pensionamento del commissario Gordon. Durante l'evento Barbara Gordon prende il posto del padre in qualità di commissario di polizia di Gotham e annuncia il suo piano per rinforzare il corpo di polizia cittadino in modo che non abbia più bisogno di Batman, cosa che fa infuriare il giustiziere. Joker e tutti i criminali di Gotham fanno irruzione alla festa solo per arrendersi a Batman. A causa di questo Batman si rende conto che presto non ci sarà più bisogno di lui. In seguito il maggiordomo Alfred rivela a Bruce che questi ha adottato l'orfano Dick Grayson e lo convince a prenderlo sotto la sua ala come Robin.
Batman deduce che Joker sta pianificando qualcosa di malefico all'interno dell'Arkham Asylum e ritiene che l'unica soluzione sia esiliarlo nella Zona Fantasma. Batman e Robin entrano nella Fortezza della Solitudine, rubano il raggio della Zona Fantasma, si precipitano ad Arkham e spediscono Joker nella Zona Fantasma, ma vengono immediatamente arrestati da Barbara. Harley Quinn ruba il raggio della Zona Fantasma e fa tornare Joker a Gotham, insieme a Lord Voldemort, Sauron, King Kong, i Dalek, La Strega Cattiva dell'Ovest e numerosi altri antagonisti. Con Gotham nel caos, Batman deve allearsi con Barbara per fermare Joker e il suo esercito di criminali prima che facciano saltare in aria la città con delle bombe rubate dalla Batcaverna. Arrivati a Villa Wayne, Batman si separa da Robin, Barbara e Alfred per affrontare Joker da solo, ma viene spedito nella Zona Fantasma. Qui si allea col guardiano Phyllis, che gli permette di tornare a Gotham soltanto se Batman una volta catturati i cattivi resterà anche lui nella zona fantasma. Tornato in città, insieme ai suoi alleati e agli altri criminali di Gotham (che si sentono trascurati da Joker) Batman rimanda gli altri criminali nella Zona Fantasma, ma le bombe detonano, causando un sisma che divide la città a metà. Dopo aver convinto controvoglia Joker che lui è la persona più importante della sua vita, Batman, i suoi alleati e tutta Gotham si uniscono per rimettere insieme la città. Gotham è salva e Batman si prepara a tornare nella Zona Fantasma come da promessa, ma viene respinto da Phyllis, che ha visto il buono che c'è in lui.
Nel finale Batman inizia una nuova vita con la sua nuova famiglia insieme anche a Joker e i suoi alleati.

### Roster
LEGO Dimensions può contare di un roster di personaggi in continua espansione ognuno con capacità differenti per completare vari enigmi del gioco. I personaggi del gioco sono appartenenti a diversi universi immaginari: DC Comics, Il Signore degli Anelli, The Lego Movie, Ritorno al futuro, I Simpson, Portal 2, Doctor Who, Jurassic World, Scooby-Doo, Ninjago: Masters of Spnjitzu, Il Mago di Oz, Legends of Chima, Ghostbusters - Acchiappafantasmi, Midway Arcade, Ghostbusters (2016), Adventure Time, Mission: Impossible, Harry Potter, A-Team, Animali fantastici e dove trovarli, Sonic the Hedgehog, Gremlins, E.T: L'extraterrestre, LEGO Batman - Il film, Supercar, I Goonies, LEGO City Undercover, Teen Titans Go!, Le Superchicche, Beetlejuice - Spiritello porcello. Attraverso questi personaggi si possono usare anche forme alternative (come le incarnazioni del Dottore o Unikitty arrabbiata) o personaggi totalmente diversi (gli altri Acchiappafantasmi).

## Veicoli e oggetti
Tutti i personaggi acquistati possiedono almeno un veicolo o un gadget; gli unici eroi a non sbloccare niente da costruire sono Gandalf, Wyldstyle, Freccia Verde, Supergirl, Batman (LEGO Batman - il film), Cyborg (Teen Titans GO!) e Robin (Teen Titans GO!).

## Mondi
Oltre ai livelli di gioco acquistando diversi personaggi si possono sbloccare vari mondi da esplorare, divisi in diversi luoghi, in cui vari personaggi daranno al giocatore varie missioni opzionali.
Tutti i portali per i mondi della Serie 1 si trovano su Vorton, mentre i portali della Serie 2 si trovano sul Frammento, un luogo già precedentemente visibile nello sfondo del gioco e accessibile nelle versioni PlayStation 4 e Xbox One attraverso un trampolino e nelle versioni Wii U, Xbox 360 e PlayStation 3 con un portale chiamato Scheggia del Vorton.

### Aree segrete
Ci sono anche dei luoghi segreti, dove si possono trovare tanti minikit (accessibili o normalmente o con il TARDIS o con la DeLorean o completando un enigma) che fanno da cameo. Alcuni di questi sono anche di universi non facenti parte del gioco, come i Flintstones. Eccoli di seguito:

## Campo di Battaglia
Dalla seconda serie oltre ai mondi è stato introdotto un nuovo tipo di gioco il campo di battaglia che consiste di sfidarsi fino a quattro giocatori (per la prima volta in un videogioco LEGO) in varie modalità:
- Cattura la Bandiera: Cattura la bandiera della squadra avversaria per guadagnare punti.
- Tic Tac Boom: Porta la bomba vicino ai tuoi avversari prima che esploda.
- Obiettivo: Completa gli obiettivi della missione per guadagnare punti.
- Distruggi la Base: Distruggi la base del tuo avversario.

## Mattoncini Rossi
Il Gioco include oltre ai mattoncini d'oro collezionabili anche dei speciali mattoncini di colore rosso che permettono di acquistare nuove abilità o costumi per i personaggi

## I set
I set si dividono in 5 tipi:

### Starter Packs (Pacchetto iniziale)
Starter Pack, il pacchetto iniziale, ne è uscita una variante per ogni console, la cui unica differenza è nel disco di gioco: il contenuto è uguale in tutti i pacchetti.

### Story Pack (Pacchetto storia)
Story Pack, contiene uno o due personaggi, un veicolo/gadget, una versione alternativa della LEGO Gateway per il LEGO Toy Pad e sei livelli aggiuntivi

### Level Pack (Pacchetto livello)
Level Pack, che contiene un personaggio, un veicolo, un gadget e un livello aggiuntivo.

### Team Pack (Pacchetto squadra)
Team Pack, che contiene due personaggi e un veicolo (o gadget) l'uno.

### Fun Pack (Pacchetto divertimento)
Fun Pack, che contiene un personaggio e un veicolo.

## Doppiaggio
Come altri giochi della LEGO a partire da LEGO Batman 3: Gotham e oltre e LEGO Jurassic World il gioco viene doppiato in italiano: tutti i personaggi hanno dei doppiatori tranne Chell, L'Uomo Marshmallow e Slimer, che sono normalmente muti, e Bart Simpson per motivi di diritti con la 20th Century Studios.
Il doppiaggio italiano è curato dallo studio milanese D2D Games (Disc to Disc Productions).
Nel doppiaggio originale la maggior parte dei doppiatori originali hanno ripreso il ruolo per questo gioco, ad esempio il Dodicesimo Dottore è doppiato da Peter Capaldi, l'attore che lo interpretava dalla stagione 8 fino alla 10 della serie televisiva, Michael J. Fox e Christopher Lloyd sono tornati per doppiare Marty McFly e Doc Brown, Sonic è stato doppiato come in ogni gioco a partire da Sonic Free Riders e Sonic Colours da Roger Craig Smith, Ellen McLain come in ogni Portal dà la voce a GLaDOS, per l'universo di The LEGO Movie e LEGO Batman - Il film sono tornati tutti i doppiatori originali dei film (Wyldstyle/Elizabeth Banks, Emmet e Owen Grady/Chris Pratt, Batman e Excalibur Batman/Will Arnett...) tranne per Lord Business che nel film è stato doppiato da Will Ferrell e in questo gioco da Nolan North e per Robin di LEGO Batman - Il film che nel film è stato doppiato da Michael Cera e in questo gioco da Robbie Daymond. Lord Vortech, l'antagonista principale del gioco, è stato doppiato dall'attore Gary Oldman.